# امنیت آب

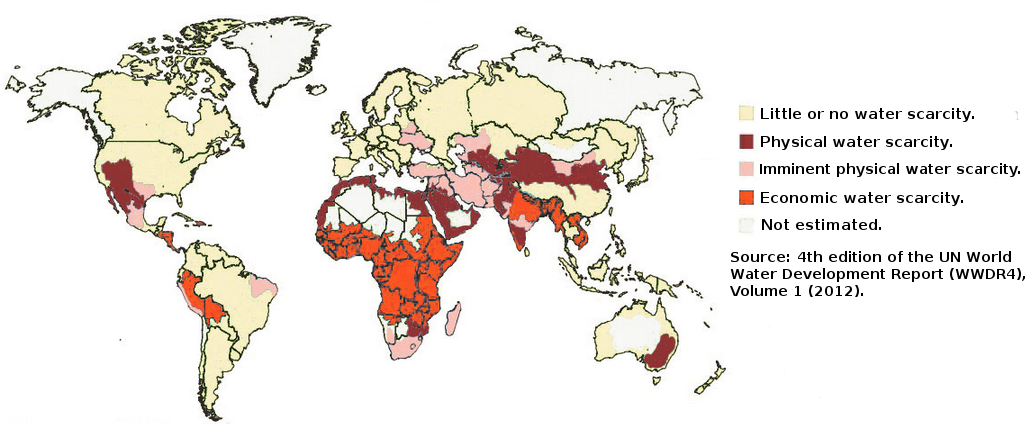
نقشهٔ جهان در سال ۲۰۱۲ که در آن مناطق سرخ‌رنگ با بیشترین بحران آب مواجه هستند

امنیت آب بنا به تعریف عبارت است از اطمینان از وجود آبی با کیفیت و کمیت مناسب جهت سلامت، معیشت و تولید، ضمن قابل قبول بودن خطرات مرتبط با آب. به نقل از نهاد مشارکت جهانی در توصیف امنیت آب آمده‌است: «در جهان فاقد امنیت آب، توسعهٔ پایدار، حاصل نخواهد شد. در جهانِ دارای امنیت آب، اهمیت ارزش واقعی آب و اهمیت مصرف آب برای حیات و رفاه انسان، یکی می‌شوند. در جهان دارای امنیت آب، قدرت تولیدی آب تحت کنترل درآمده و نیروی تخریبی آن به حداقل می‌رسد. امنیت آب، به معنی اداره و رسیدگی به حفاظت زیست‌محیطی و اثرات منفی مدیریت ضعیف، نیز می‌باشد. در امنیت آب، پایان دادن مسئولیت پراکندهٔ آب و یکپارچه‌سازی مدیریت منابع آب در تمامی بخش‌ها از جمله امور مالی، برنامه‌ریزی، کشاورزی، انرژی، گردشگری، صنعت، آموزش و سلامت، مورد توجه قرار می‌گیرد. جهان دارای امنیت آب، باعث کاهش فقر، ارتقاء آموزش و بالابردن استانداردهای سطح زندگی، می‌شود. جهان دارای امنیت آب، جهانی است که در آن کیفیت زندگی برای همه بهبود یافته‌است، به ویژه برای آسیب‌پذیرترین افراد - معمولاً زنان و کودکان - که بیشترین منفعت را از حکمرانی خوب آب می‌برند.» مناطقی از جهان که به احتمال زیاد دارای امنیت آبی نیستند، مکان‌هایی هستند که بارندگی کم و رشد جمعیت سریع با وجود کمیابی آب شیرین را تجربه می‌کنند و بر سر یک منبع آب مشترک (بین‌المللی) رقابت دارند.

## پیش‌زمینه
هنگامی که آب کافی برای هر فرد در یک منطقه وجود داشته باشد و منبع آب در معرض ناپدید شدن نباشد، امنیت آب حاصل می‌شود. در درازای تاریخ درگیری‌های بسیاری بر سر استفاده از آب رودخانه‌ها مثل رودخانه‌های دجله و فرات وجود داشته‌است. مثال سیاسی دیگر، کنترل اسرائیل از زمان تأسیس آن بر منابع آبی در منطقهٔ شام است، جایی که اسرائیل منابع آبی خودش را تأمین می‌کند و این موضوع یکی از چندین محرک جنگ شش‌روزه ۱۹۶۷ بود. امنیت آب گاهی با اجرای نمک‌زدایی آب، خطوط لولهٔ بین منابع و کاربران، مجوزهای آب با سطوح امنیتی متفاوت و حتی جنگ دنبال می‌شود. تخصیص آب بین کاربران رقیب، به‌طور فزآینده‌ای با استفاده از برنامه‌های کاربردی قیمت‌گذاری مبتنی بر بازار برای مجوزهای آب، تعیین می‌شود.

## آب شیرین
آب به معنای کلی آن در سطح کرهٔ زمین با کمبود مواجه نیست؛ ولی بنا به گزارش سازمان ملل متحد کل آب شیرین برای محیط‌ زیست و انسان چیزی کمتر از ۱ درصد کل آب موجود در کرهٔ زمین است. آبی که توسط مواد شیمیایی تغییردهندهٔ آب مثل فاضلاب یا هر مادهٔ شیمیایی مضر دیگر حاصل از استفاده مداوم قبلی، آلوده یا تخریب نشده، آب شیرین قابل استفاده است. میزان افزایش مصرف آب در قرن بیستم دو برابر میزان رشد جمعیت بوده‌است. پیش‌بینی می‌شود که میزان بهره‌برداری از آب تا سال ۲۰۲۵ میلادی در کشورهای در حال توسعه به میزان ۵۰ درصد و در کشورهای توسعه یافته به میزان ۱۸ درصد افزایش یابد. تا سال ۲۰۲۵ یک میلیارد و هشتصد میلیون نفر در کشور یا مناطقی زندگی خواهند کرد که با کمبود مطلق آب روبرو هستند و ممکن است که دو سوم جمعیت جهان تا سال ۲۰۲۵ در شرایط تنش آبی بسر برند. پژوهشگران MIT دریافتند که تا سال ۲۰۵۰، بیش از نیمی از جمعیت جهان در مناطق دارای تنش آبی زندگی خواهند کرد و یک میلیارد نفر دیگر ممکن است فاقد آب کافی باشند.

## تهدیدات
رایج‌ترین تهدید برای امنیت آب، کم‌آبی است. بارندگی کم، تغییر اقلیم، تراکم بالای جمعیت و تخصیص بیش از حد یک منبع آب، از جمله علت‌های کم‌آبی هستند. خشکسالی‌ها در کالیفرنیا، مثالی از کم‌آبی دوره‌ای در ایالات متحده است. تهدیدات زیست‌محیطی، دستهٔ دیگری از تهدیدات برای امنیت آب هستند. این تهدیدات شامل آلودگی‌هایی مثل مخاطرات زیستی (مواد بیولوژیکی که می‌توانند به انسان‌ها آسیب برسانند)، تغییر اقلیم و مخاطرات طبیعی می‌باشند. آلاینده‌ها می‌توانند به‌طور طبیعی از طریق سیل وارد یک منبع آب شوند. اگر که یک جمعیت تأمین آب خود را از آب سطحی به آب زیرزمینی تغییر دهد، آلاینده‌ها نیز می‌توانند مشکل ساز باشند. حوادث طبیعی مثل طوفان‌ها، زمین‌لرزه‌ها و آتش‌سوزی‌ها می‌توانند به سازه‌های دست بشر مثل سدها، آسیب برسانند و آبراه‌ها را با آوارها و نخاله پر کنند. تهدیدات دیگر برای امنیت آب شامل تروریسم و تشعشعات ناشی از یک واقعهٔ هسته‌ای است.

## پژوهش
بر اساس مطالعه منتشر شده در نشریه Nature در سال ۲۰۱۰، حدود ۸۰ درصد جمعیت جهان در مناطقی زندگی می‌کنند که در آنجا تهدیدهایی برای امنیت آب وجود دارد. امنیت آب، تهدیدی مشترک برای انسان و طبیعت است و همه گیر است. استراتژی‌های انسانی مدیریت آب می‌تواند برای حیات وحش مضر باشد مثل مهاجرت ماهی‌ها. مناطقی با کشاورزی پرقوت و متمرکز و جمعیت متراکم مثل ایالات متحده و اروپا، تهدید زیادی برای امنیت آب دارند. به‌طور فزاینده ای از آب به عنوان سلاحی در درگیری استفاده می‌شود. عدم امنیت آب همیشه با یک یا چند مسئله از جمله فقر، جنگ و درگیری، رشد و ترقی کم زنان و تخریب زیست‌محیطی، همراه است. محققان تخمین می‌زنند که در طی سال‌های ۲۰۱۰ تا ۲۰۱۵ حدود ۸۰۰ میلیارد دلار آمریکا برای پوشش سرمایه‌گذاری سالانه جهانی در زیرساخت آب نیاز خواهد بود. حکمرانی خوب منابع آب می‌تواند به‌طور مشترک، حفاظت از تنوع زیستی و امنیت آب بشر را مدیریت کند. حفاظت از دشت‌های سیلابی به جای ساخت مخازن کنترل سیل، راهی مقرون به صرفه برای کنترل سیل‌ها است و در عین حال از تنوع زیستی حیات وحشی که در این مناطق وجود دارند، حفاظت می‌کند.
لارنس اسمیت رئیس مؤسسه جمعیت، ادعا می‌کند که اگرچه اکثریت قریب به اتفاق سطح سیاره از آب پوشیده شده‌است، ۹۷ درصد این آب را آب شور تشکیل می‌دهد؛ آب شیرین مورد استفاده برای حیات انسان‌ها تنها ۳ درصد کل مقدار آب روی زمین است. بنابراین، اسمیت معتقد است که رقابت بر سر آب در دنیای پر جمعیت، تهدیدی اصلی برای پایداری و بقای بشر به وجود می‌آورد، حتی تا آنجا پیش می‌رود که جنگ‌های جهانی فرض شده در مکاشفات یوحنا، بر سر کنترل ورقه‌های یخی نازک و مخازن تقریباً خشک شده، رخ می‌دهد. با این حال، ظاهراً ۲ میلیارد نفر از سال ۱۹۹۰، به منبع آب سالم، که قبلاً از آن محروم بوده‌اند، دسترسی پیدا کرده‌اند. محاسبه شده که در کشورهای در حال توسعه درصد افرادی که به آب سالم دسترسی دارند از ۳۰ درصد در سال ۱۹۷۰، به ۷۱ درصد در سال ۱۹۹۰، ۷۹ درصد در سال ۲۰۰۰ و ۸۴ درصد در سال ۲۰۰۴، یعنی موازی با افزایش جمعیت، ارتقاء یافته‌است. پیش‌بینی می‌شود این روند ادامه یابد.
زمین دارای منبع آب شیرین محدود ولی تجدیدپذیر است که در آبخوان‌ها، آب‌های سطحی و اتمسفر ذخیره شده‌است. اقیانوس‌ها منبع خوبی از آب قابل استفاده هستند اما مقدار انرژی لازم برای تبدیل آب شور به آب شرب با روش‌های مرسوم، زیاد و هزینه بر است و این توضیحی است برای اینکه چرا فقط بخش کمی از منبع آب جهانی از نمک زدایی حاصل می‌شود. با این حال، فناوری‌های مدرن مثل «گلخانه‌های آب دریا»، از انرژی خورشیدی برای نمک زدایی آب دریا جهت مصارف کشاورزی و آشامیدن به شیوه ای بسیار مقرون به صرفه استفاده می‌کند.

## مناطق و کشورهایی که بیشتر در خطر هستند
بر اساس نقشه منتشر شده توسط گروه مشاوره در زمینه تحقیقات بین‌المللی کشاورزی (CGIAR) کشورها و مناطقی که بیشترین تنش آبی را دارند شامل شمال آفریقا، خاور میانه، آسیای میانه، هند، چین، شیلی، آفریقای جنوبی و استرالیا هستند. کم‌آبی در جنوب آسیا نیز در حال افزایش است.

## رقابت بین‌المللی
هنگامی که یک کشور آب بیشتری از یک منبع آب مشترک برداشت می‌کند، رقابت بین‌المللی بر سر آب می‌تواند افزایش یابد. رقابت بین‌المللی اغلب کارآمدترین مسیر برای دستیابی به آب مورد نیاز است اما در دراز مدت اگر آب بیش از حد برداشت شود می‌تواند باعث درگیری شود. گفته می‌شود که بیش از ۵۰ کشور در ۵ قاره در خطر درگیری بر سر آب هستند.
پروژه جنوب شرقی آناتولی ترکیه (Guneydogu Anadolu Projesi, GAP) بر روی فرات عواقب جدی احتمالی برای تأمین آب در سوریه و عراق دارد. چین در حال ساخت سدهایی بر روی مکونگ است که موجب کاهش جریان آب در ویتنام، لائوس، کامبوج و تایلند خواهد شد. نزاع بر سر آب در برخی مناطق درگیر، منجر شد به اینکه ساکنان برای محافظت از چاه‌ها نگهبانانی را استخدام کنند. علاوه بر این، رودخانه آمو دریا، که بین ازبکستان، ترکمنستان، تاجیکستان و افغانستان مشترک است، تقریباً به‌طور کامل خشک شده‌است، آنقدر که از رسیدن به دریا/دریاچه آرال بازمانده و با سرعت نگران کننده و هشدار دهنده ای در حال تبخیر است. واقعیت این است که ترکمنستان قبل از جریان یافتن آب به ازبکستان مقدار زیادی از آب را در خود نگه می‌دارد. درگیری بین مصر و اتیوپی بر سر سد بزرگ رنسانس اتیوپی در سال ۲۰۲۰ افزایش یافت. مصر از ترس اینکه میزان آبی که از نیل دریافت می‌کند کاهش یابد، سد را یک تهدید بنیادی می‌داند.

## رقابت‌های ملی (درونی)

### استرالیا
در استرالیا رقابتی بر سر منابع نظام رودخانه دارلینگ بین کوئینزلند، نیوساوث ویلز و استرالیای جنوبی وجود دارد. در ویکتوریای استرالیا خط لوله پیشنهاد شده برای انتقال آب از دره گولبورن به ملبورن منجر به اعتراض کشاورزان شده‌است.
طرح کوه‌های برفی در جهت تأمین آب آبیاری و تولید برق از طریق نیروی برق آبی آب را از رودخانه برفی به رودخانه موری و رودخانه مورامبیجی منحرف می‌کند. در طی سال‌های اخیر دولت برای افزایش جریان‌های زیست‌محیطی به رودخانه برفی علی‌رغم خشکسالی شدید در حوضه آبریز موری دارلینگ اقداماتی انجام داده‌است. دولت استرالیا به منظور تلاش برای افزایش جریان‌های زیست‌محیطی، بازخرید تخصیص‌های آب یا املاک دارای تخصیص آب را انجام می‌دهد.

## هند
در هند، میان ایالات ساحلی و کشورهای همسایه که نپال، چین، پاکستان، بوتان، بنگلادش وغیره هستند، رقابتی بر سر منابع آب در همه رودخانه‌های بین ایالتی به جز رودخانه براهماپوترا اصلی، وجود دارد. منطقه وسیعی از شبه قاره هند دارای اقلیم استوایی است و به علت شرایط گرم و آفتابی مطلوب و تأمین آب سالانه و وجود آب کافی برای پاسخگویی به نرخ بالای تبخیر و تعرق، برای کشاورزی مساعد است. اگرچه منابع آب، برای تأمین تمام نیازمندی‌های شبه قاره کافی است، ولی شکاف‌های تأمین آب به علت توزیع زمانی و مکانی منابع آب میان ایالات و کشورها در شبه قاره باید پر شود.
در صورت عدم تقویت آب از آب مازاد رودخانه‌هایی مثل براهماپوترا، انشعابات هیمالیایی گنگ و جریان‌های غربی رودخانه‌های ساحلی گردنه‌های غربی، رقابت شدیدی بر سر آب موجود در رودخانه‌های بین ایالتی مثل کاوری، کریشنا، گوداواری، وامسادارا، مندوی، راوی-بیاس-سولتز، نارمادا، تپتی و ماهانادی درخواهد گرفت. همه حوضه‌های رودخانه ای حتی برای تأمین نیازهای آشامیدنی افراد، احشام و حیات وحش در طول فصل تابستان هنگامی که بارندگی ناچیز است، با کمبود شدید آب مواجه هستند.

## سیاست داخلی ایالات متحده
در حال حاضر ایالات متحده یک سیاست امنیت آب داخلی منسجم ندارد. پیش‌بینی می‌شود که امنیت آب در آینده یک مشکل می‌شود زیرا رشد جمعیت در آینده در مناطقی رخ خواهد داد که در حال حاضر دارای تنش آبی هستند. اطمینان حاصل کردن از اینکه ایالات متحده به لحاظ آبی امن باقی بماند نیازمند سیاست‌هایی است که توزیع عادلانه منابع آب موجود، حفاظت منابع آب، دفع صحیح فاضلاب و حفظ زیرساخت آبی موجود را فراهم کند. در حال حاضر هیچ محدودیت ملی برای برداشت آب زیرزمینی یا سطحی در ایالات متحده وجود ندارد. اگر محدودیت‌ها اعمال شوند، بیشترین افرادی که متأثر می‌شوند افرادی خواهند بود که بیشترین برداشت را از یک منبع آب داشتند. در سال ۲۰۰۵، ۳۱ درصد مصرف آب ایالات متحده برای آبیاری، ۴۹ درصد برای نیروگاه ترموالکتریک ۱۱ درصد برای تأمین عمومی، ۴٪ برای صنعت، ۲٪ برای پرورش آبزیان، ۱٪ برای مصارف خانگی و کمتر از ۱٪ برای دام، بود.
در حال حاضر در مناطقی از ایالات متحده که آب زیادی وجود دارد، فقدان سیاست ملی آب مسئله‌زا نیست ولی در مناطقی که با کم‌آبی مواجه هستند، چالش‌برانگیز است. در آینده، برای انتقال آب از مناطقی که آب فراوان دارند به مناطقی که کم‌آبی دارند، یک سیاست امنیت ملی آب، باید اعمال شود. اگر سیاست‌های جدید اعمال شوند، ذینفعان اصلی ایالات (هم ایالات با آب زیاد و هم آب اندک)، کشاورزان، نیروگاه‌ها و صنایع دیگر که مقدار قابل توجهی آب مصرف می‌کنند (مثل معدن و نفت و گاز)، خواهند بود.

### امنیت تأسیسات آب
بر اساس آژانس حفاظت از محیط زیست ایالات متحده (EPA) «بهبود امنیت آب آشامیدنی مردم و زیرساخت‌های فاضلاب از زمان حوادث ۱۱ سپتامبر به اولویت اصلی تبدیل شده‌است. برای ارزیابی و کاهش آسیب پذیری در حملات احتمالی تروریستی، برنامه ریزی و پاسخگویی به شرایط اضطراری و حوادث، و توسعه تکنولوژی‌های امنیتی جدید جهت کشف و پایش آلاینده‌ها و جلوگیری از نقض امنیت، اقدامات قابل توجهی در دست انجام است.»
یکی از مهمترین فاکتورهای امنیت آب، تشخیص سریع و دقیق آلودگی است. EPA توصیه و رهنمودهایی برای سیستم‌های هشدار آلودگی که باید در تأسیسات و تجهیزات آب اعمال شوند را صادر کرده‌است. اصلی‌ترین چالش‌هایی که تأسیسات با آن روبرو هستند تشخیص سریع، دقیق و توانایی اقدام سریع در هنگامی است که مشکل آب وجود دارد. اگر آلودگی به اندازه کافی سریع تشخیص داده شود، از رسیدن (آلودگی) به مصرف‌کنندگان (consumers)[10] می‌توان جلوگیری کرد و از منابع آب اضطراری استفاده نمود. در مواردی که هنوز احتمال رسیدن آلودگی به مصرف‌کنندگان وجود دارد، سیستم‌های ارتباطی کارآمد و سریع ضروری است. همه این عوامل، نیاز به آمادگی و رویکردهای اضطراری سازمان یافته و آزموده را نشان می‌دهد.

### مقررات
از سال ۲۰۰۲، طبق قانون بیوتروریسم، یک شرکت آبرسانی که آب بیش از ۳۳۰۰ نفر را تأمین می‌کند باید حداقل اقدامات زیر را برای اطمینان حاصل کردن از امنیت تأمین آب انجام دهد:
- بررسی ارزیابی آسیب‌پذیری امکانات (تأسیسات) در برابر خرابکاری‌ها، خرابکاری‌های داخلی یا حمله تروریستی و ارسال گزارش به EPA.
- نشان دهد که این امکانات در صورت بروز حادثه دارای یک برنامه پاسخ اضطراری به روز هستند.

طبق قانون امنیت آب آشامیدنی سال ۲۰۰۹، EPA اکنون به ایجاد استانداردهای عملکردی مبتنی بر ریسک برای سیستم‌های آبی جامعه که به بیش از ۳۳۰۰ نفر خدمت رسانی می‌کنند، ملزم است. کارخانه آب سینسیناتی سان فرانسیسکو و شهر نیویورک جزء شرکت‌های آبرسانی اصلی هستند که اقدامات امنیتی آب، مثل برنامه‌ریزی برای سیستم‌های هشدار دهنده آلودگی را در امکاناتشان به کار گرفته‌اند.

### اجزای امنیت تأسیسات آب
امنیت تأمین آب طیف وسیعی از عوامل را در بر می‌گیرد. سیستم‌های پیشگیری و تشخیص شامل همه یا برخی از موارد زیر هستند: دسترسی به داده‌های سلامت عمومی و شکایت مشتری، تجهیزات پایش کیفیت آب، نمونه‌گیری و تجزیه و تحلیل، امنیت سایبری که شامل مدیریت وضعیت و نرم‌افزار و سخت‌افزار سیستم‌های IT و امنیت فیزیکی. دریچه‌های امنیت و کنترل جریان، سیستم‌های ارتباطی سریع و مؤثر و تجهیزات تأمین اضطراری آب جزء بازیابی و مدیریت بحران برای زمانی که حوادث مهم آب اتفاق می‌افتد، می‌باشند.
SCADA، دستگاه‌های پایش آنلاین (زمان واقعی) کیفیت آب، سیستم‌های هشدار آلودگی، سیستم‌های تشخیص نفوذ، دستگاه‌های تشخیص آلودگی، دریچه‌های امنیتی، دوربین‌ها و حصارهای امنیتی، نرم‌افزار مدیریت وضعیت/ مدیریت اضطراری، مخازن تأمین اضطراری، پرسنل امنیتی، دستگاه‌های تخلیص یا تصفیه شخصی و بینش ضد تروریسم، تکنولوژی‌های خاص دخیل در امنیت آب هستند.

## صلح آبی
صلح آبی روشی است که سعی دارد مسائل آب فرامرزی را به ابزاری برای همکاری تبدیل کند. این رویکرد منحصر به فرد برای تبدیل تنش‌های حول آب به فرصت‌هایی برای توسعه اجتماعی-اقتصادی، توسط گروه آینده نگری استراتژیک با مشارکت دولت‌های سوئیس و سوئد، توسعه یافته‌اند. وزیر امور خارجه سوئیس Didier Burkhalter در مجمع عمومی سازمان ملل چنین گفت: «صلح آبی یک رویکرد ابتکاری برای درگیر کردن رهبران سیاسی، دیپلمات‌ها و جمعیت‌ها در کنترل و مدیریت راه حل‌های مشترک برای مدیریت پایدار آب است.»
صلح آبی بخشی از یک روند است که آب را بیشتر از یک کالای بازار به عنوان یک حق بشر تلقی می‌کند. هنگامی که آب به عنوان یک حق بشر دیده شود، به مردم در مناطق با تنش آبی این قدرت را می‌دهد که منابع آب خودشان را به‌طور مؤثری مدیریت کنند. اطمینان حاصل شدن از اینکه همه گروه‌های اجتماعی اقتصادی مردمی نه فقط گروه خاصی از آنها، در یک ناحیه دسترسی کافی به آب قرار داشته باشند، بخشی از داشتن مدیرت مؤثر آب است.

## نمک زدایی متداول
از آنجایی که ابتکارات فناورانه جدید برای کاهش هزینه نمک زدایی ادامه دارد، کشورهای بیشتری در حال ساخت کارخانه‌های نمک زدایی به عنوان یک عامل کوچک در رسیدگی به بحران‌های آب خود هستند.
- اسرائیل آب را با هزینه ۵۳ سنت به ازاء هر متر مکعب نمک زدایی می‌کند.
- سنگاپور آب را با هزینه ۴۹ سنت به ازاء هر متر مکعب نمک زدایی می‌کند و همچنین فاضلاب را با روش اسمز معکوس برای مصارف صنعتی و آشامیدنی، تصفیه می‌کند.
- چین و هند، پرجمعیت‌ترین کشورها، برای تأمین بخش کمی از نیازشان به آب به نمک زدایی روی می‌آورند.
- در سال ۲۰۰۷ پاکستان برنامه‌های خود را برای استفاده از نمک زدایی اعلام کرد.
- تمام شهرهای بزرگ استرالیا (به استثناء داروین، قلمروی شمالی و هوبارت یا در حال ساخت کارخانه‌های نمک زدایی هستند یا اینکه قبلاً از آنها استفاده می‌کرده‌اند. در اواخر سال ۲۰۱۱، ملبورن از بزرگترین کارخانه نمک زدایی استرالیا، کارخانه نمک زدایی ونتهاگی به منظور بالابردن مخازن آب، بهره‌برداری کرد.
- بزرگترین کارخانه نمک زدایی در ایالات متحده کارخانه ای در خلیج تمپا فلوریدا است که از دسامبر ۲۰۰۷، روزانه نمک زدایی ۲۵ میلیون گالن آب را شروع کرد. در ایالات متحده، هزینه نمک زدایی ۳/۰۶ دلار به ازاء ۱۰۰۰ گالن یا ۸۱ سنت به ازاء هر متر مکعب است.[۳۹] در ایالات متحده، کالیفرنیا، آریزونا، تگزاس و فلوریدا از نمک زدایی برای تأمین بخش اندکی از آب مورد نیازشان استفاده می‌کنند.
- بعد از نمک زدایی در جبیل عربستان سعودی، آب ۲۰۰ مایل (Km 320) داخل کشور از طریق یک خط لوله پمپ می‌شود تا به شهر ریاض، برسد.[۴۰]
- مقاله ای در ژورنال وال استریت در ۱۷ ژانویه سال ۲۰۰۸، از قول انجمن بین‌المللی نمک زدایی، بیان کرد که «۱۳۰۸۰ کارخانه نمک زدایی در سراسر جهان بیش از ۱۲ میلیارد گالن آب در روز تولید می‌کنند.»[۴۱]
- بزرگترین کارخانه نمک زدایی جهان، کارخانه نمک زدایی جبل علی (فاز ۲) در امارات متحده عربی است. این یک مرکز دو منظوره است که از تقطیر لحظه ای چند مرحله ای استفاده می‌کند و قادر به تولید ۳۰۰ میلیون متر مکعب آب در سال است.
- یک ناو هواپیمابر معمولی در ارتش ایالات متحده از انرژی هسته ای برای نمک زدایی ۴۰۰۰۰۰ گالن آب در روز استفاده می‌کند.[۴۲]
- در حالی که نمک زدایی ۱۰۰۰ گالن آب آمریکا (لیتر ۳۸۰۰) می‌تواند هزینه ای معادل ۳ دلار داشته باشد میزان مشابه آب معدنی هزینه ای برابر ۷۹۴۵ دلار دارد.
- با توجه به انرژی زیاد برای نمک زدایی همراه با هزینه‌های اقتصادی و زیست‌محیطی مرتبط، نمک زدایی به‌طور کلی پس از صرفه جویی در مصرف آب، آخرین چاره محسوب می‌شود. اما این امر با ادامه کاهش قیمت‌ها تغییر می‌کند.
- بر طبق MSNBC گزارشی تخمین زده‌است که تأمین آب نمک زدایی شده در سراسر جهان بین سال‌های ۲۰۰۸ و ۲۰۲۰ سه برابر خواهد شد.

با این حال، همه نسبت به این موضوع که نمک زدایی برای آینده قابل پیش‌بینی از نظر اقتصادی با دوام یا از نظر زیست‌محیطی پایدار است یا خواهد بود، متقاعد نشده‌اند. دبی کوک شهردار سابق هانتینگتون بیچ کالیفرنیا از زمان انتصاب وی به عنوان عضوی از گروه ویژه نمک زدایی کالیفرنیا به‌طور مکرر منتقد طرح‌های پیشنهادی نمک زدایی بوده‌است. کوک ادعا می‌کند که طرح‌های نمک زدایی علاوه بر اینکه انرژی زیادی مصرف می‌کنند، بسیار هزینه بر هستند (بسیار بیشتر از آنچه که طرفداران نمک زدایی ادعا می‌کنند). کوک در نوشته خود در این باره، به یک لیست طولانی از پروژه‌هایی که به دلایل مالی یا دلایل دیگر متوقف شده یا سقوط کرده‌اند، اشاره می‌کند و پیشنهاد می‌کند که مناطق دارای تنش آبی بهتر است که در صرفه جویی آب یا راه کارهای دیگر تأمین آب، متمرکز شوند تا اینکه در کارخانه‌های نمک زدایی سرمایه‌گذاری کنند.

## نمک زدایی مبتنی بر انرژی خورشیدی
یک رویکرد جدید برای نمک زدایی، گلخانه آب دریا است که آب دریا را می‌گیرد و انرژی خورشیدی را برای نمک زدایی آن مورد استفاده قرار می‌دهد.

## امنیت غذایی با ردپای ناچیز آب
با کاهش مصرف آب در کشاورزی که بیش از ۸۰ درصد مصرف آب شیرین جهان را دارد، هدایت اکثر منابع آب شیرین موجود برای اهداف آشامیدن، صنعت، برق آبی و جریان‌های زیست‌محیطی رودخانه، امکان‌پذیر است. بدون کاشت محصولات با نیاز شدید به آب، می‌توان با تولید غذای غنی از پروتئین برای احشام، طیور و ماهی از تولید محیط کشت باکتری با یک زمین و رد پای آب اندک و با استفاده از گاز طبیعی/بیوگاز، امنیت غذایی جهانی را با سرعت بیشتری به دست آورد.

## عدم امنیت آب ممکن است به منازعه منجر شود
درحالی که به دلیل رشد جمعیت جهان، تقاضا برای آب افزایش می‌یابد، بسیاری از نقاط جهان نیز به علت تغییر اقلیم، شاهد خشکسالی و آلودگی آب هستند. این امر می‌تواند باعث ایجاد رقابت شدید بر سر آب و ناپایداری منطقه ای و جنگ شود.